# Танталиди
Танталидите или Пелопиди, също Атиади, Атриди (на латински: Tantaliden, Pelopiden, Atriden) са в древногръцката митология фамилията на Тантал.
От тях са особено известни Пелопс, Атрей, Агамемнон, Ифигения и Орест.

## Тантал и децата му
Родоначалник на Танталидите е цар Тантал, владетел на част от Мала Азия и син на бог Зевс и нимфата Плуто. Той се намира във враждебни отношения с град Троя, а с лидийците - по-скоро в дружески. Отначало Тантал е любимец на олимпийците и дори - чест техен гост и домакин, но по-късно той ги предизвиква и е наказан по ужасен начин от тях. 
След като изгубва благоволението на боговете от Олимп, Тантал губи властта си в полза на своя син Пелопс, който от своя страна е победен и прогонен от троянския цар Ил и се преселва в областта Аргос в Древна Гърция, където се издига до цар на полиса Писа, а после - и до владетел на обширна част от Пелопонеския полуостров, наречен на него.
Тантал вероятно е бил женен за Еврианаса, представяна в легендите за нея, като дъщеря на божеството на рекичката Пактол (златоносната река на царете Мидас и Крез), но освен това му се приписва и любовна връзка и дори женитба с богиня на име Диона и съответно тя е наричана и майка на децата му, включително на Пелопс, но също и на Ниоба, Даскил I и Бротей. Последния става цар на Лидия и в действителност вероятно е син на Еврианаса, както и Даскил, който също се възцарява над местно племе - мариандините от Витиния. От друга страна, Пелопс и Ниоба напускат родината си и заминават, той - като изгнаник, а тя - изглежда още приживе на Тантал - като жена на Амфион, владетел на Тива в Беотия.

## Потомство на Тантал

### В Мала Азия
- Бротей - има син, Тантал II - той е първият съпруг на спартанската принцеса Клитемнестра (митологичната сестра-близначка на Хубавата Елена) имат 1 син, убит от Агамемнон, също потомък на Тантал I, но по линия на сина му Пелопс. Освен детето на Клитемнестра, новородено бебе, царят на Микена, убива и мъжа й, а след това я взема за жена.

- Даскил I - има 2-ма синове: Лик (баща на Даскил II и приятел на аргонавтите и на Херакъл/Херкулес, в съюз с когото воюва срещу бебриките) и Приол. Възможно е да имат някаква роднинска връзка с по-късния лидийски благородник Даскил, баща на цар Гигес, основател на династията на Мермнадите (687 пр.н.е. – 546 пр.н.е.).

### В Гърция

#### Пелопс
Пелопс има, според легендата за него, любовница-нимфа, на име Аксиоха (или Астиоха - Astyoche), от която има син, Хризип/Хрисип. Възможно е това всъщност да е първата му съпруга, тъй като у Хиподамея и синовете й Атрей и Тиест се загнездва чувството, че той ще бъде наследен от сина на нимфата и те изглежда устройват заговор и убиват Хризип. 
Със самата Хиподамея му се приписва бащинството на деца с имената: Плистен I, Хипалк, Корпей, Епидавър, Диас, Кибосур, Аргей, Хипас, Коринтий, Хелинос, Антибия, Архипа, Евридика. Последната свърза рода на Пелопс с този на митичния герой Персей, тъй като се омъжва за сина му Електрион, чиято дъщеря Алкмена е майка на Херакъл и Ификъл. 
Най-известните деца на Пелопс и Хиподамея са: Атрей - женен с 1. Клеола и 2. Аеропа; Тиест - женен с Наиада и 2. любовник на Аеропа, освен това 3.Пелопия, неговата дъщеря, насила е въвлечена в кръвосмесителна връзка с него, за да роди (според предсказанието, което е получил убиеца на брат му Атрей - което и става тъй като тя ражда Егист); Питей, Алкаф - женен за Евехма; Никипа - омъжена за Стенел; Лизидика - омъжена за Местор; Астидамея - омъжена за Алкей от Тиринт; Скирон. 

##### По-известни потомци на Пелопс
- Потомци на Питей: Докато му гостува Егей, владетел на Древна Атина, споделя с Питей, че е получил от Делфийския оракул отговор на въпроса си ще има ли някога потомство, но не може съвсем да разгаде смисъла му. Питей го доотгатва и решава да се възползва от това, като предоставя дъщеря си Етра на Егей, като наложница, защото разбира, че детето, което ще се роди на Егей, ще стане велик герой (Тезей). Според митологията, Етра всъщност забременява от бог Посейдон, но Егей остава с впечатление, че бащата е той. Впоследствие Егей умира при трагични обстоятелства, а Етра е отвлечена от Диоскурите и продадена в робство в Троя. Тезей се жени за Федра, а има любовни връзки и с Антиопа и Перигуна, както и с Ариадна, дъщерята на Минос, която е родила може би от него Енопион, цар на остров Хиос и оттам е баба на епонима на град Марония, Марон. Също така той има от Антиопа син на име Иполит, а от Перигуна - Меланип, от когото е дядо на Йокхос. От жена си Федра, Тезей е баща на Акамант, който пък (от Филида) - на Мунит.
- Потомци на Алкаф/Алкатой и на Астидамея: Ифиноя, Исхеполид, Калипол, Перибея (омъжена за Теламон) и Автомедуса (омъжена за Ификъл - син на Амфитрион, чиято майка, Астидамея, е дъщеря на Пелопс). От Алкмена Амфитрион, освен Ификъл и Херакъл, има има още един син, който вероятно се нарича Хеспер. Той от своя страна, чрез сина си Кеик и Алкиона е дядо на Хипас, Хилас и Темистоноя (жена на Кикнос). Ификъл от своя страна е баща на Йолай - жена за Мегара - и на Йопа, която изглежда е родена от друга жена, а на от съпругата му. Други деца на Астидамея са дъщерите й - Перимеда (съпруга на Ликимний) и Анаксо (съпруга на Електрион).
- Потомци на Никипа: Никипа е жена на цар Стенел, син на героя Персей и владетел на Микена. От него тя ражда Алкиона I, Ифис/Ифит и любимеца на богинята Хера - Евристей. Последния е баща на многобройно потомство: Перимед, Ментор, Еврибий, Ифимедон, Александър, Еврипил. Също така и Ифит има 2 деца - Евадна и Етоеокъл.
- Потомство на Лизидика: Дъщеря й Хипотоя ражда от Посейдон Тафий, а той е баща на Птерелай.
- Потомци на Скирон: Той има дъщеря, Ендеида, омъжена за Еак, от когото ражда Пелей и Теламон. Последния има от Перибоя син, наричен Аякс Велики (известна е неговата наложница-робиня Текмеса, от която той има Еврисак, който е баща на Филей). От Хесиона, Теламон е баща на Трамбел и Тевкър. Също така и Пелей (отначало женен за Антигона, принцеса от Фтия) има няколко любовни връзки - тази с Тетида преминава в специално почетен, с лично присъствие на сватбата от страна на почти всички олимпийски богове, брак. От него се ражда героят Ахил, който участва в Троянската война, а след гибелта му се включва и Неоптомем, неговият син. Неоптолем взема в робство Андромаха (вдовицата на Хектор) и тя му ражда Пиел и Пергам.

##### Тиест и потомците му
От жена с Наиада Тиест има синовете: Калилеонт, Аглай и Архомай, както и дъщеря - Пелопия. Освен това той прелъстява жената на брат си Аеропа и тя ражда от него двама сина, известни като Плистен III и Тантал III. След като Атрей разкрива това, той убива синовете на Тиест и Наиада и подмамва бащата да яде от гозба, приготвена от плътта на децата му. Когато Тиест разбира, какво е сполетяло семейството му, той изглежда полудява и решава да осигури смъртта на Атрей, като създаде за него перфектно мотивиран убиец - човек, който е едновременно син и внук на този, който най-много го мрази, но едновременно с това е привързан и към самия него, без да знае причината за съществуването си. В изпълнение на това, той изнасилва дъщеря си Пелопия, която зачева от него Егист, а по-късно (като нова жена на Атрей) тя заживява със сина си в двореца на Атрей и всъщност само той и Пелопия знаят, че не му е баща, и би единствено Пелопия е наясно, кой и защо му е баща. Така или иначе, накрая на Егист е възложено да убие Тиест, но той не го прави, защото Тиест най-сетне му разкрива истината. В резултат на това, Пелопия се самоубива, а Егист убива Атрей. Впоследствие той се сдушава и с Клитемнестра, жената на Агамемнон, сина на Атрей и урежда и по неговото убийство, но по повод на това сам бива убит - вследствие на заговор срещу него, дело на Електра и Орест, деца на Агамемнон. Междувременно Егист има потомство, което е 2 дъщери: Еригона и Елена III, както и син (негов и на Клитемнестра) на име Алет. След като се завръща от очищението си след извършените от него и сестра му убийства на майка им и любовника й, Орест ликвидира и плода на връзката им.

##### Атриди
- Атрей има син известен като Плистен I, от връзката си с Клеола, а от Аеропа има 3 деца - дъщеря на име Анаксибия (която от Строфий от Фокида е майка на героя Пилад, приятел на сина на цар Агамемнон Орест и съпруг на дъщерята на същия цар Електра/Лаодика), освен това самият Агамемнон и брат му, Менелай.
- Агамемнон е женен за Клитемнестра. Става неин съпруг, след като я лишава от предишното й семейство и я изнасилва и отвлича в Микена. Там тя ражда от него сина им Орест, както и дъщерите им Ифигения, Електра, а вероятно и Хризотемида. В края на Троянската война, в плен у Агамемнон попада Хризеида, дъщеря на местния жрец на Аполон, наричан Хриз. След като в лагера на гърците се разразява епидемия, царят е заставен от прорицателя Калхас/Калхант и от Ахил да изостави Хризеида, връщайки я на баща й, но изглежда междувременно тя е забременяла от него, защото те имат потомците Теледам и Пелопс II. За компенсация Агамемнон си присвоява робинята на Ахил, на име Бризеида, но по-късно се разкайва за постъпката си и решава да му я върне. След превземането на Троя, дъщерята на царя й Приам, Касандра става робиня на Агамемнон и ражда от него Хрисес. Последният, както и майка му са убити в резултат на заговор, скроен от Егист, който междувременно е прелъстил Клитемнестра и я е убедил да убие или да му помогне да убие и самия цар.
- Така че и Агамемемнон умира тогава - заклан в банята от Клитемнестра, която освен за убийството на първия си мъж и на бебето им, мъсти и за стореното с Ифигения. Същевременно за да се избави от Орест и Електра и от техните евентуални претенции към трона, Егист се погрижва да изчезнат от двореца, но Орест тайно се завръща и, убеден и подкрепен от сестра си, отмъщава на Клитемнестра и Егист за престъпленията им, обаче тогава на свой ред те двамата се оказват под прицела на ериниите. Все пак Електра скоро се избавя от най-тежките си страдания защото се омъжва (според някои версии за втори път, но първият - с един прост, но много почтителен към нея и добродетелен селянин - не е консумиран). Неин мъж става героят Пилад, спътник на брат й и от него тя ражда Медон и Строфий II. На свой ред и Орест, след като пътува до Таврида се жени - за Хермиона, дъщеря на Менелай, владетеля на Спарта. Хермиона и Орест имат син, Тисамен и от него внуците: Комет, Даимен, Спартон, Телис и Леонтомен. Освен това, Орест има от жена на име Еригона (дъщеря на Егист) и още един син, Пентил, който става баща на Грас и Архелай.
- Освен Хермиона, от жена си Елена (Хубавата Елена), Менелай има и синовете Плистен IV, Мерафий и Айтолай, а от своя наложница на име Пиерида - Никострат и Мегапент.

#### Ниоба
- Ниоба и Ниобидите: От мъжа си Амфион, Ниоба има многобройно потомство, с което толкова много се гордее, че неблагоразумно заявява на Манто - пророчица и проповедничка на култа към Аполон и Артемида, че с децата си е заслужила много повече уважението на тиванците, отколкото Лето, майката на тези 2 божества, именно защото те са многобройни и са хора, изобилстващи с достойнства и добродетели. Амфион и Ниоба се изявяват и изобщо като противници на култа към боговете-близнаци и за това са наказани със смърт - както собствената си, така и на (повечето от) децата им. Аполон избива синовете им, но според някои версии, пощадява Амикъл, а Диана изтребва момичетата, но оставя Хлорида. Последната в действителност се нарича Мелибоя, но е така потресена от унищожението на семейството си, че пребледнява за цял живот и оттам е прякорът й, значещ Бледната.
- Мелибоя и нейните деца: Хлорида се жени за Нелей, основател и владетел на полиса Пилос. Раждат им се много деца, от които 2 са момичета (Перо и Хирмина), а останалите - момчета, но всичките им мъжки потомци, с изключение на Нестор, са избити от Херакъл (вероятно с помощта на Пелий), като част от разправата му със съюзниците на цар Авгий, както и в подкрепа на собствените му претенции за върховенство над вождовете в региона (по това време той вече не е роб на Евристей). Както Нестор, така и синът му Антилох (от Евридика, дъщеря на Климен или от Анаксибия II, дъщеря на Кратий), участват на страната на гърците (ахейците) в Троянската война. Нестор има още много деца, някои от които може да са носили имена като  Пайзидика, Поликаста, Персей, Стратих, Арет, Ехефрон и Тразимед; негов син е и Пизистрат, близък приятел на Телемах, син на Одисей.
- Дъщерите на Мелибоя и техните потомци: Дъщерята на Мелибоя, Перо - прочута красавица - е омъжена с Биас - неин братовчед и му ражда син на име Талай, който от своя страна има от Лизимаха няколко деца: Адраст, Партенопей, Пронакс, Мекистей, Аристомах и Ерифила. Същевременно съществуват версии, според която Перо, жената на Биант, произхожда не от владетелското семейство на Тива, а от това на Орхомен (респективно - не е потомка на онази Хлорида, която е идентична с Мелибоя, дъщеря на Ниоба). Другата преполагаема дъщеря на потомката на Тантал - Хирмина е омъжена с Форбант, от когото изглежда ражда дъщеря на име Астидамея (известна като Астидамея II), омъжена за Кавкон, баща от нея на Лепрей (вероятно епоним на древния град Лепрей на река Неда, както и баща му - на кавконите). Освен това Форбант и Хирмина имат и синовете Авгий, притежател на прочутите крави на Хелиос и техните обори, и Актор, основател на град Хермина. Актор и Авгий са бащи съответно на Полимела - станала любовница на Пелей - и на Молионидите (наречени на името на майка си Молиона, дъщеря на Еврит I) и на Филей, които във войната на Херкулес, с Авгий застават на две противоположни страни и в резултат на това имат различна съдба Еврит II и Ктеат са ликвидирани от него, приблизително по времето на Калидонския лов, чрез убийство от засада, а Филей става новият цар на Елида. Междувременно Молионидите създават потомство (от дъщери на Дексамен, цар на Оленос), което е: Талпий (син на Еврит и Терефона) и Амфимах (син на Ктеат и Тероника); и двамата участват в Троянската война.